# Kicks (chanson)
Singles de Paul Revere & the Raiders
Just Like Me
(1965) Hungry
(1966)
Kicks est une chanson du groupe de rock américain Paul Revere & the Raiders,, qui l'ont sortie en single sur le label Columbia Records en mars 1966, et ensuite incluse dans leur 5e album studio, Midnight Ride, paru en mai de la même année.
La chanson est devenue leur premier hit au Top 10 aux États-Unis. Elle a atteint la 4e place du Hot 100 de Billboard, passant en tout 14 semaines dans le chart,. (Elle a débuté à la 62e place du Billboard Hot 100 dans la semaine du 19 mars 1966 et a atteint la 4e place pour la semaine du 14 mai.)
En 2004, Rolling Stone a classé cette chanson, dans la version originale de Paul Revere & the Raiders, 400e sur sa liste des « 500 plus grandes chansons de tous les temps ». (En 2010, le magazine rock américain a mis à jour sa liste, et la chanson ne figure plus là-dessus.)

## Composition
La chanson a été écrite pour Paul Revere & the Raiders par Barry Mann and Cynthia Weil à la demande du producteur de musique Terry Melcher, qui a demandé quelque chose de similaire à We Gotta Get out of This Place, le hit récent des Animals, pour ce groupe de garage rock,.

## Sujet
Cette chanson est considérée comme la toute-première chanson anti-drogue.